# Poziom −2
Poziom −2 (ang. P2) – amerykański horror z 2007 roku w reżyserii Francka Khalfouna.

## Fabuła
Film opowiada o Angeli (Rachel Nichols), dwudziestoparoletniej dziewczynie, pracującej w dużej korporacji. Pewnego razu, w wigilię Bożego Narodzenia zostaje do późna w pracy i staje się celem obłąkanego i przerażającego pracownika ochrony. Nie mając szans na ratunek z zewnątrz, musi liczyć wyłącznie na siebie.

## Obsada
- Simon Reynolds – Bob Harper
- Wes Bentley – Thomas
- Rachel Nichols – Angela Bridges
- Grace Lynn Kung – Elevator Gal
- Miranda Edwards – Jody
- Stephanie Moore – Lorraine
- Philip Williams – Policjant